# Абу Ісхак аль-Бітруджі
Нур ад-Дін Абу Ісхак Ібрахім ібн Юсуф аль-Бітруджі (пом. близько 1185, 1192 або 1204) — арабський астроном. У Європі був відомий під ім'ям Альпетрагій. Народився в містечку Педроче поблизу Кордови. Автор одного з варіантів теорії гомоцентричних сфер, який мав широку популярність у Середньовіччі.

## Наукова діяльність
Нур ад-Дін аль-Бітруджі поділяв думку вчених Андалусії (зокрема свого вчителя Мухаммада ібн Туфайла, а також Аверроеса), що теорія епіциклів не відповідає дійсності, оскільки існування епіциклів і ексцентричних деферентів суперечить фізиці Арістотеля, згідно з якою може бути тільки центр світу, що збігається з центром Землі (так званий Андалусійський бунт). Розробив модель руху планет, що є різновидом теорії гомоцентричних сфер. Трактат аль-Бітруджі Книга про астрономію (Китаб фі-л-хай'а) з викладом цієї моделі, перекладена латиною (Майкл Скот, 1217 рік, Толедо), здобула широку популярність серед європейських учених. Проте теорія аль-Бітруджі перебувала в повному розриві зі спостереженнями і не змогла стати основою астрономії.
Істотним новаторством теорії аль-Бітруджі було пояснення причини руху планет. Якщо більшість учених того часу були впевнені, що планети рухаються під дією духовних безтілесних двигунів («інтелігенцій», або ангелів), то аль-Бітруджі дав механічне пояснення: вища небесна сфера отримує від Першодвигуна рушійну силу (імпетус) і передає її нижчим сферам до яких прикріплено планети); у міру наближення до Землі ця сила слабшає. Як аналогію аль-Бітруджі наводив падіння кинутого каменя. Втім, навіть його теорія не була послідовно механічною. Аль-Бітруджі все ж мусив звертатися до уявлення про одухотвореність сфер для пояснення нерівномірності руху планет (зокрема, зворотних рухів): кожна зі сфер відчуває якесь бажання «наслідувати» руху сфери нерухомих зір, яку рухає безпосередньо Першодвигун. Це наслідування і спричиняє нерівномірність.
На честь Нур ад-Діна аль-Бітруджі названо місячний кратер Аль-Бітруджі.